# MV Sorolla
El MV Sorolla, actualmente llamado MV Ciudad de Granada es un Ferri-crucero de pasajeros Ro-Ro propiedad de la compañía española Trasmediterránea, la cual también opera actualmente el buque. El barco tiene una capacidad máxima de 1.250 pasajeros y 330 coches. Fue botado el 25 de octubre del año 2000 y actualmente opera en las rutas de ferri Almería-Melilla y Málaga-Melilla para las cuales tiene un tiempo medio de travesía de Entre 6 y 8 horas respectivamente. El nombre original de este buque se le fue dado en honor al pintor Joaquín Sorolla y Bastida.

## Historia
Durante el año 1999 la compañía Trasmediterránea contrató la construcción del buque. La entrega se planificó para febrero de 2001 por parte del Astillero Barreras. El buque estaba destinado en un principio a las líneas Península-Baleares e introducían un nuevo concepto de buque con mayores prestaciones para el pasaje, mayor capacidad de carga y una velocidad de 24 nudos, sustituyendo a los buques de la serie Canguro.
El proyecto de este buque fue realizado por la oficina técnica de Astillero Barreras, siendo diseñado para alcanzar las máximas condiciones de comodidad para el pasaje y utilizando los últimos avances tecnológicos. Para ello, entre otras cosas, dispone de sistema de estabilizadores antibalance y sistema antiescora para la corrección de la escora en condiciones en las que el viento sea relevante y evitando así distribuciones asimétricas de peso, lo cual asegura el máximo confort a bordo.
Su botadura tuvo lugar el día 25 de octubre del año 2000 en un acto el cual amadrinó Ana María Pastor Julián, la que por aquel entonces ocupaba el cargo de subsecretaria del Ministerio de la Presidencia. En cuanto al nombre del buque, se le fue dado el de Sorolla, en honor al importante pintor valenciano Joaquín Sorolla y Bastida.
El 12 de abril del año 2000, la compañía naviera Trasmediterránea firmó con la Agrupación de Interés Económico Naviera del Miño, A. I. E. los contratos de compraventa a plazos del buque MV Sorolla, que se ampliarían a un posterior arrendamiento a casco desnudo con una opción de compra, el 10 de mayo de 2001, tras la realización de las pruebas oficiales con resultado óptimo, el MV Sorolla le fue entregado a la  Trasmediterránea entrando en servicio el día 17 de mayo de 2001 y quedando posicionado, junto a su buque gemelo, el MV Fortuny, en la zona del Mediterráneo, en concreto en las líneas Barcelona-Palma y Valencia-Palma. Por tanto, el MV Sorolla continuó fundamentalmente en el área del Mediterráneo, prestando servicios entre la península y las Islas Baleares. Esporádicamente también cubrió la línea de Cádiz-Canarias.

## Historia reciente
En el año 2005 se produjo la privatización de la compañía naviera Trasmediterránea, la cual quedó integrada en el grupo Acciona, de ese modo, desde el día 26 de octubre de 2005, fecha oficial de la integración, todas las embarcaciones que en ese instante eran propiedad de Trasmediterránea, pasaron a la contraseña de Acciona Trasmediterránea, nombre que tomó la división de la naviera del grupo Acciona.
El MV Sorolla, continuó navegando con la decoración de su nueva contraseña prestando sus servicios principalmente en el área de Baleares y esporádicamente en la línea Cádiz-Canarias y en la zona del Mar de Alborán.
En marzo del año 2015 la naviera del grupo Acciona, Trasmediterránea, resultó adjudicataria del concurso marítimo que fue convocado por el Ministerio de Fomento para dar servicio a las líneas de interés público Melilla-Málaga y Melilla-Almería. La vigencia de esta adjudicación por parte de la Dirección General de la Marina Mercante (DGMM) fue desde el mes de mayo del año 2015 a mayo de 2017, y debía de ser cubierta con los buques MV Sorolla y MV Fortuny más el refuerzo del catamarán Milenium II.
En el año 2018 su nombre fue cambiado por la compañía a Ciudad de Granada.

## Accidente en Almería
La noche del 2 de diciembre de 2017, tras regresar al puerto de Almería procedente de Melilla, el buque golpeó fuertemente contra su muelle de atraque. La colisión sucedió después de entrar en el puerto debido a las malas condiciones meteorológicas que se daban en aquellos momentos en la zona del Mar de Alborán y el Estrecho de Gibraltar durante todo aquel fin de semana, con vientos fuertes de levante. Según informó posteriormente la compañía Trasmediterránea, "ninguno de los pasajeros a bordo sufrió daños", aunque diversas fuentes del puerto de Almería informaron de que hubo heridos, aunque de carácter muy leve, principalmente algunos golpes debido a caídas provocadas por el propio impacto del buque contra el muelle. Quedó cancelada la salida de la noche del sábado desde Almería a Melilla, permaneciendo el barco amarrado durante el resto del día y siendo sustituido de manera provisional en su ruta por el ferri Juan J. Sister.

## Hallazgo de cadáveres
El día 3 de febrero de 2018, tras partir del puerto de Melilla con destino Almería, los tripulantes y pasajeros del buque MV Sorolla se llevaron una terrible sorpresa. A unos cinco kilómetros aproximadamente de navegación, el buque se topó con 21 cadáveres flotando sobre el mar. En ese instante, la tripulación dio aviso a Salvamento Marítimo y fue activado el protocolo de actuación con la participación de los Grupos de Especialistas en Actividades Acuáticas (GEAS) de la Guardia Civil de la ciudad autónoma de Melilla. La comunicación que emitió la tripulación del MV Sorolla, fue la siguiente: 

Hemos avistado al menos una decena de cuerpos sin vida en el mar, todos con chalecos salvavidas, parece tratarse del naufragio de una patera.

Posteriormente, la defensora de Derechos Humanos, periodista e investigadora Helena Maleno, informó mediante un comunicado, que las 21 personas fallecidas viajaban en una patera con destino a Melilla, en la que además, viajaban un total de 47 inmigrantes de origen subsahariano. El motivo del naufragio de la patera fue achacado al mal tiempo que había en el Mar de Alborán en aquel momento, de hecho, durante ese fin de semana estaba decretada la alerta amarilla por fenómenos costeros en aguas de Melilla.